# Sainte-Luce-sur-Loire
Sainte-Luce-sur-Loire é uma comuna francesa na região administrativa do País do Loire, no departamento de Loire-Atlantique. Estende-se por uma área de 11.45 km². Em 2010 a comuna tinha 15 510 habitantes (densidade: 1 354,6 hab./km²).